# Erium frenellae
Erium frenellae är en insektsart som beskrevs av Walter Wilson Froggatt 1916. Erium frenellae ingår i släktet Erium och familjen ullsköldlöss. Inga underarter finns listade i Catalogue of Life.